# 洛倫佐·馬斯凱羅尼
洛倫佐·馬斯凱羅尼（義大利語：Lorenzo Mascheroni，1750年5月13日—1800年7月14日）是一位意大利數學家，出生於貝加莫。他起初對人文科學（詩歌和希臘語）感興趣，但最終成為帕維亞大學的數學教授並開啟他的數學生涯。
1790年，马斯凯罗尼引入了 {\displaystyle \gamma } 作为欧拉-马斯刻若尼常数的符号，并将该常数计算到小数点后32位。但后来的计算显示他在第20位的时候出现了错误。
在他的《圓規幾何》（1797年，帕維亞）中，他證明了可以用圓規和直尺完成的任何幾何構造，也可以單獨用圓規完成。
最終他死於巴黎。

## 來源
- 約翰·J·奧康納; 埃德蒙·F·羅伯遜, ,  （英语）